# Адучиев, Батор Канурович
Батор Канурович Адучиев (род. 27 января 1963, Целинное, Приозёрный район, Калмыцкая АССР) — российский аграрий, основатель и владелец агрофирмы «Адучи», общественный и политический деятель. Депутат Государственной Думы VII созыва, член фракции «Единая Россия», член комитета Госдумы по аграрным вопросам.

## Биография
Родился 27 января 1963 года в сельской калмыцкой семье. После окончания школы был рабочим, а затем и прорабом совхозов «Западный» и «Страна Советов», далее получил первое профессиональное образование в Элисте. В конце 1991 года организовал крестьянско-фермерское хозяйство, названное в честь прадеда «Адуч» (в переводе с калмыцкого — «табунщик»). В 2002 году назначен представителем Президента Калмыкии в Целинном районе и главой администрации Целинного РМО. С 2005 года — депутат Народного Хурала Калмыкии. В 2015 году награждён званием Героя Калмыкии, став первым фермером, удостоенным этого звания.
18 сентября 2016 года избран депутатом Государственной думы Российской Федерации VII созыва по партийному списку «Единой России» (№ 8 в региональной группе № 25, Республика Калмыкия, Ставропольский край, Астраханская область, Ростовская область).

## Деятельность
Входит в комитет по аграрным вопросам и природопользования Южно-Российской парламентской ассоциации, вице-президент Ассоциации заводчиков калмыцкого скота России, член совета директоров Российского союза производителей говядины, член Совета по сохранению и развитию калмыцкого языка и Экологического совета России. Кандидат сельскохозяйственных наук, автор книг и статей по тематике ведения сельского хозяйства в Калмыкии и мясному скотоводству. Один из лидеров Экологического общественного движения «Доброе слово — экология», учреждённого в 2014 году Департаментом природопользования и охраны окружающей среды города Москвы и Московского отделения Всероссийского общества охраны природы.
Хозяйство Адучиева первым в России получило статус племенного завода по крупному рогатому скоту, племрепродуктора по лошадям, овцам калмыцкой курдючной породы и овцам ставропольской породы; получило от «Росагролизинга» статус федерального поставщика племенного скота, что позволило начать поставки в том числе в Якутию и Казахстан; племенной завод агрофирмы стал опорным селекционно-генетический пункт Всероссийского НИИ мясного скотоводства для выведения нового типа калмыцкого скота.

## Законотворческая деятельность
В течение исполнения полномочий депутата Государственной Думы, с 2016 по 2019 год, выступил соавтором 13 законодательных инициатив и поправок к проектам федеральных законов.